# Pelastoneurus bururi
Pelastoneurus bururi är en tvåvingeart som beskrevs av Grichanov 2004. Pelastoneurus bururi ingår i släktet Pelastoneurus och familjen styltflugor.
Artens utbredningsområde är Burundi. Inga underarter finns listade i Catalogue of Life.